# My American Wife
My American Wife é um filme de drama mudo norte-americano de 1922, dirigido por Sam Wood e estrelado por Gloria Swanson. O filme foi produzido por Famous Players-Lasky e distribuído pela Paramount Pictures. Seu estado de conservação é classificado como desconhecido, que sugere ser um filme perdido.

## Elenco
- Gloria Swanson - Natalie Chester
- Antonio Moreno - Manuel La Tessa
- Josef Swickard - Don Fernando DeContas
- Eric Mayne - Carlos DeGrossa
- Gino Corrado - Pedro DeGrossa
- Edythe Chapman - Donna Isabella LaTassa
- Aileen Pringle - Hortensia deVereta
- Walter Long - Gomez
- F.R. Butler - Horace Beresford
- Jacques D'Auray - Gaston Navarre
- Loyal Underwood - Danny O'Hare
- Mary Land - Maid